# Linden (Guyana)
Linden è una città della Guyana, situata nella regione di Alto Demerara-Berbice. Centro minerario per l'estrazione della bauxite, ospita un aeroporto.

## Storia
Inizialmente l'area era sparsamente popolata, abitata principalmente da indiani. Tuttavia i disordini razziali nell'area negli anni 1960 causarono un esodo di massa della popolazione indiana, lasciando la zona in mano alla componente afro-guyanese. Nella comunità di Wismar si ebbe il maggior numero di vittime, tanto che l'evento passò alla storia come "massacro di Wismar".
Nel 1970 il dittatore Forbes Burnham dispose l'accorpamento di alcuni villaggi locali (Christianburg, Mackenzie e Wismar) in un'unica municipalità, che battezzò come Linden, dal proprio nome di battesimo.